# GodzijDank
GodzijDank was een Vlaamse televisieshow uit 2007 op VTM die draaide rond het improvisatietalent van bekende Vlamingen. De gastheer van de show was Mathias Coppens.
Het programma verliep als volgt. Een BV wandelt via een deur een scène binnen, zonder op voorhand te weten waar hij of zij zal terechtkomen. De opdracht bestaat er dan in op een natuurlijke en geloofwaardige wijze de situatie met de GodzijDank-acteurs mee te spelen.
Ook in Nederland is dit programma uitgezonden, onder de naam Gelukkig je bent er, met als presentator Carlo Boszhard.

## Coacteurs
- Els Trio
- Han Coucke
- Frank Van Erum
- Jits Van Belle
- Griet Dobbelaere
- Olivier De Smet